# Federico Guglielmo III di Sassonia-Altenburg
Federico Guglielmo III di Sassonia-Altenburg (Altenburg, 12 luglio 1657 – Altenburg, 14 aprile 1672) fu duca di Sassonia-Altenburg.

## Biografia
Egli era il secondo figlio di Federico Guglielmo II di Sassonia-Altenburg (1603 - 1669) e della di lui seconda moglie Maddalena Sibilla di Sassonia (1617 - 1668) e fu duca di Sassonia-Altenburg.
Con la morte del fratello Cristiano (1663) egli divenne il nuovo erede del Ducato di Sassonia-Altenburg. Alla morte del padre nel 1669, infatti, Federico Guglielmo III gli succedette ma, dal momento che aveva solo dodici anni, suo zio materno, l'Elettore Giovanni Giorgio II di Sassonia e il Duca Maurizio di Sassonia-Zeitz, assunsero la tutela e la reggenza del ducato per suo conto. Solo tre anni dopo però il giovane duca morì di morbillo. Con la sua morte, si estinse il ramo dei Sassonia-Altenburg.
Il Ducato di Sassonia-Altenburg venne diviso tra i rami di Sassonia-Gotha e Sassonia-Weimar; ma sulla base del testamento del Duca Giovanni Filippo di Sassonia-Altenburg, zio di Federico Guglielmo III, la maggior parte del ducato fu mantenuta dai Sassonia-Gotha per il fatto che essi erano discendenti di Elisabetta Sofia di Sassonia-Altenburg, l'unica figlia di Giovanni Filippo, che l'aveva definita erede universale della famiglia qualora non vi fossero stati eredi maschi.

## Ascendenza
|                                                      |                                                |                                               | Genitori                                           |  |  | Nonni |  |  | Bisnonni                                   |  |  | Trisnonni                                             |  |
|                                                      |                                                |                                               |                                                    |  |  |       |  |  | 8. Johann Wilhelm, duca di Sassonia-Weimar |  |  | 16. Johann Friedrich I, principe elettore di Sassonia |  |
|                                                      |                                                |                                               |                                                    |  |  |       |  |  | 8. Johann Wilhelm, duca di Sassonia-Weimar |  |  | 16. Johann Friedrich I, principe elettore di Sassonia |  |
|                                                      |                                                | 17. Sibylle von Jülich-Kleve-Berg             |                                                    |  |  |       |  |  | 8. Johann Wilhelm, duca di Sassonia-Weimar |  |  |                                                       |  |
| 4. Friedrich Wilhelm I, duca di Sassonia-Weimar      |                                                |                                               |                                                    |  |  |       |  |  | 8. Johann Wilhelm, duca di Sassonia-Weimar |  |  |                                                       |  |
|                                                      |                                                | 9. Dorothea Susanne von der Pfalz-Simmern     | 18. Friedrich III, elettore palatino del Reno      |  |  |       |  |  |                                            |  |  |                                                       |  |
|                                                      |                                                | 9. Dorothea Susanne von der Pfalz-Simmern     | 18. Friedrich III, elettore palatino del Reno      |  |  |       |  |  |                                            |  |  |                                                       |  |
|                                                      |                                                | 9. Dorothea Susanne von der Pfalz-Simmern     | 19. Marie von Brandenburg-Kulmbach                 |  |  |       |  |  |                                            |  |  |                                                       |  |
| 2. Friedrich Wilhelm II, duca di Sassonia-Altenburg  |                                                | 9. Dorothea Susanne von der Pfalz-Simmern     |                                                    |  |  |       |  |  |                                            |  |  |                                                       |  |
|                                                      |                                                | 10. Philipp Ludwig, conte palatino di Neuburg | 20. Wolfgang, conte palatino di Zweibrücken        |  |  |       |  |  |                                            |  |  |                                                       |  |
|                                                      |                                                | 10. Philipp Ludwig, conte palatino di Neuburg | 20. Wolfgang, conte palatino di Zweibrücken        |  |  |       |  |  |                                            |  |  |                                                       |  |
|                                                      |                                                | 10. Philipp Ludwig, conte palatino di Neuburg | 21. Anna von Hessen                                |  |  |       |  |  |                                            |  |  |                                                       |  |
| 5. Anna Maria von Pfalz-Neuburg                      |                                                | 10. Philipp Ludwig, conte palatino di Neuburg |                                                    |  |  |       |  |  |                                            |  |  |                                                       |  |
|                                                      |                                                | 11. Anna von Jülich-Kleve-Berg                | 22. Wilhelm, duca di Jülich-Kleve-Berg             |  |  |       |  |  |                                            |  |  |                                                       |  |
|                                                      |                                                | 11. Anna von Jülich-Kleve-Berg                | 22. Wilhelm, duca di Jülich-Kleve-Berg             |  |  |       |  |  |                                            |  |  |                                                       |  |
|                                                      |                                                | 11. Anna von Jülich-Kleve-Berg                | 23. Maria von Österreich                           |  |  |       |  |  |                                            |  |  |                                                       |  |
| 1. Friedrich Wilhelm III, duca di Sassonia-Altenburg |                                                | 11. Anna von Jülich-Kleve-Berg                |                                                    |  |  |       |  |  |                                            |  |  |                                                       |  |
|                                                      | 12. Christian I, principe elettore di Sassonia | 24. August I, principe elettore di Sassonia   |                                                    |  |  |       |  |  |                                            |  |  |                                                       |  |
|                                                      | 12. Christian I, principe elettore di Sassonia | 24. August I, principe elettore di Sassonia   |                                                    |  |  |       |  |  |                                            |  |  |                                                       |  |
|                                                      | 12. Christian I, principe elettore di Sassonia | 25. Anna af Danmark                           |                                                    |  |  |       |  |  |                                            |  |  |                                                       |  |
| 6. Johann Georg I, principe elettore di Sassonia     | 12. Christian I, principe elettore di Sassonia |                                               |                                                    |  |  |       |  |  |                                            |  |  |                                                       |  |
|                                                      |                                                | 13. Sophie von Brandenburg                    | 26. Johann Georg, principe elettore di Brandeburgo |  |  |       |  |  |                                            |  |  |                                                       |  |
|                                                      |                                                | 13. Sophie von Brandenburg                    | 26. Johann Georg, principe elettore di Brandeburgo |  |  |       |  |  |                                            |  |  |                                                       |  |
|                                                      |                                                | 13. Sophie von Brandenburg                    | 27. Sabina von Brandenburg-Ansbach                 |  |  |       |  |  |                                            |  |  |                                                       |  |
| 3. Magdalena Sibylla von Sachsen                     |                                                | 13. Sophie von Brandenburg                    |                                                    |  |  |       |  |  |                                            |  |  |                                                       |  |
|                                                      |                                                | 14. Albrecht Friedrich, duca di Prussia       | 28. Albrecht I, duca di Prussia                    |  |  |       |  |  |                                            |  |  |                                                       |  |
|                                                      |                                                | 14. Albrecht Friedrich, duca di Prussia       | 28. Albrecht I, duca di Prussia                    |  |  |       |  |  |                                            |  |  |                                                       |  |
|                                                      |                                                | 14. Albrecht Friedrich, duca di Prussia       | 29. Anna Maria von Braunschweig-Lüneburg           |  |  |       |  |  |                                            |  |  |                                                       |  |
| 7. Magdalena Sibylle von Preußen                     |                                                | 14. Albrecht Friedrich, duca di Prussia       |                                                    |  |  |       |  |  |                                            |  |  |                                                       |  |
|                                                      |                                                | 15. Marie Eleonore von Jülich-Kleve-Berg      | 30. Wilhelm, duca di Jülich-Kleve-Berg (= 22)      |  |  |       |  |  |                                            |  |  |                                                       |  |
|                                                      |                                                | 15. Marie Eleonore von Jülich-Kleve-Berg      | 30. Wilhelm, duca di Jülich-Kleve-Berg (= 22)      |  |  |       |  |  |                                            |  |  |                                                       |  |
|                                                      |                                                | 15. Marie Eleonore von Jülich-Kleve-Berg      | 31. Maria von Österreich (= 23)                    |  |  |       |  |  |                                            |  |  |                                                       |  |
|                                                      |                                                | 15. Marie Eleonore von Jülich-Kleve-Berg      |                                                    |  |  |       |  |  |                                            |  |  |                                                       |  |